# László Palácsik
László Palácsik (* 22. Mai 1959 in Miskolc; † 27. Januar 2022) war ein ungarischer Biathlet.

## Karriere
László Palácsik gehörte von 1977 bis 1985 dem Nationalkader Ungarns an. Bei den Olympischen Winterspielen 1984 in Sarajevo nahm er im 20 km Einzel- sowie im Staffelrennen teil.
1981 und 1985 wurde Palácsik ungarischer Meister über 20 km.